# Mr. Bean nyaral
A Mr. Bean nyaral (eredeti cím: Mr. Bean’s Holiday, munkacímein Bean 2 és French Bean) brit–francia–orosz–amerikai filmvígjáték, amelyet Robin Driscoll, Simon McBurney és Hamish McColl forgatókönyvéből Steve Bendelack rendezett, a zenéjét Howard Goodall szerezte. A főszerepben Rowan Atkinson látható. A Studio Canal, a Working Title Films és a Tiger Aspect Productions gyártásában készült film az Universal Pictures forgalmazásában jelent meg.
Elsőként Szingapúrban mutatták be 2007. március 22-én. A magyar mozikba március 29-én került, hazájában pedig a rákövetkező napon. A mozifilm a legtöbb országba eljutott április közepéig, de az amerikai premier nyár végén volt, a sort 2008 januárjában Japán zárta.

## Cselekmény
Mr. Bean tombolán nyer egy videókamerát és egy utazást a Francia Riviérára. Amikor a vasútállomáson megkér egy orosz férfit, hogy kamerájával vegye fel felszállását a vonatra, a férfi lemarad a vonatról és Mr. Bean egyedül marad az orosz fiával. Mr. Beannek most meg kell mentenie a fiút, hogy végül eljuthasson a tengerpartra. Közben abszurd kalandokba keveredik, például egy filmforgatás kellős közepén találja magát vagy apácának öltözik be, hogy pénzhez jusson.

## Szereplők
| Szerep                               | Színész         | Magyar hang         |
| ------------------------------------ | --------------- | ------------------- |
| Mr. Bean                             | Rowan Atkinson  | Kálloy Molnár Péter |
| Carson Clay                          | Willem Dafoe    | Sörös Sándor        |
| Sabine                               | Emma de Caunes  | Németh Borbála      |
| Stepan                               | Max Baldry      | Czető Ádám          |
| Emil Dachevsky                       | Karel Roden     | Juhász György       |
| Cannes-i filmfesztivál hangosbemondó |                 | Orosz István        |
| Plébános                             | Steve Pamberton | Besenczi Árpád      |

## Háttér
A Mr. Bean nyaral az 1997-ben bemutatott Bean – Az igazi katasztrófafilm után a második mozifilm, amely a Mr. Bean című tévéfilmsorozaton alapszik. A második filmről szóló hírek elsőként 2005-ben kaptak szárnyra, ezek szerint Simon McBurney írta volna. 2005 decemberében Rowan Atkinson azt állította, a forgatókönyvet ő maga írja régi munkatársával, Richard Curtisszel karöltve. Végül megerősítést nyert, hogy Robin Driscoll, Simon McBurney és Hamish McColl tölti be a forgatókönyvírói feladatkört. Atkinson továbbá elárulta, a Mr. Bean nyaral lesz az utolsó Mr. Bean-történet.
Az 1997-es Mel Smith-filmtől eltérően a második filmváltozatot Steve Bendelack rendezte. A forgatás 2006. május 15-én vette kezdetét.
A produkció a 2007-es Red Nose Day hivatalos filmje volt, a belőle származó pénzekből a Comic Relief alapítvány is részesült. Bemutatóját megelőzően egy új és exkluzív Mr. Bean-szkeccset sugárzott a BBC a Comic Relief adománygyűjtő műsora keretében, 2007. március 16-án. A film hivatalos premierje március 25-én volt a londoni Leichester téren található Odeon moziban, támogatva a Comic Relief és az Oxfordi Gyermekkórház pénzhez jutását is.
A Universal Pictures 2006 novemberében mutatta be a teaser előzetest, decemberben pedig elindult a hivatalos weboldal. A második, teljes hosszúságú trailer 2007. január végén látott napvilágot.

## Fogadtatás

### Kritikai visszhang
A Mr. Bean nyaral vegyes kritikai visszajelzéseket kapott. A Rotten Tomatoes oldalán 50%-os értékelést tudhat magáénak több mint 100 vélemény alapján. A kritikusok véleménye az előző filmről sokkal elmarasztalóbb volt, főleg amiatt, hogy a készítők amerikai színezetet adtak a figurának és emiatt Mr. Bean elrugaszkodott a megszokott szerepkörétől. A Mr. Bean nyaral ezzel szemben nem távolodik el ennyire az eredeti koncepciótól, sőt megmaradtak Bean többnyire néma, burleszkszerű alakításai, szokványos hebehurgya csínytevései és lenyűgöző fortélyossága. A kritikusok szerint azonban az egész estés mozifilm jellege miatt a gegek meghosszabbodtak, monotonná váltak. Éppen ezért nem képesek mindig úgy fenntartani a figyelmet, mint a sorozatban, ahol rövidebb idő alatt születik meg a frappáns, csattanós vicc.

### Bevételi adatok
A mozipénztáraknál azonban egyértelmű sikernek örvend a film. Az Egyesült Királyságban 12,7 millió dollárral nyitott, 2007 addigi legjobb első hétvégéjét produkálva. Világszerte összesen 232 millió dollárt gyűjtött. Bevétele nem haladta meg a Bean – Az igazi katasztrófafilm által produkált, több mint 250 millió dolláros összeget.

## Érdekességek
- Rowan Atkinson elmondása szerint Mr. Bean karakterét részben Monsieur Hulot komikus figurája ihlette, akit Jacques Tati francia színész, rendező, forgatókönyvíró és producer alkotott meg. A Hulot-filmek első darabjának címe Hulot úr nyaral volt.
- Mr. Bean keresztneve Rowan, ahogy az egy pillanatra látható útlevelén.
- Azok a jelenetek, melyekben Mr. Bean buta arcokkal próbálja szórakoztatni Stepant, francia ételeket fogyaszt egy étteremben, gyufaszálak segítségével igyekszik ébren maradni és biciklijén átmegy egy tank, mind utalás az első Bean-film és főként az eredeti tévésorozat egyes jeleneteire.
- Mikor Mr. Bean és Stepan a piacon pénzt keres, és Mr. Bean táncol egy mellette lévő hangfalnál, a következő zenék hallatszanak: Egy zongoraszonett, egy rockzene, Shaggy híres zenéje a Mr. Boombastic, és a Gianni Schicchi opera. Mr. Bean persze az összes számot eljátssza össze-vissza ugrálva.
- Rowan Atkinson elmondása szerint a Mr. Bean nyaral az utolsó Bean-történet.
- Sabine-nak is, akárcsak Mr. Beannek, az autója egy Mini Morris.